# Bourbon-Obojí Sicílie

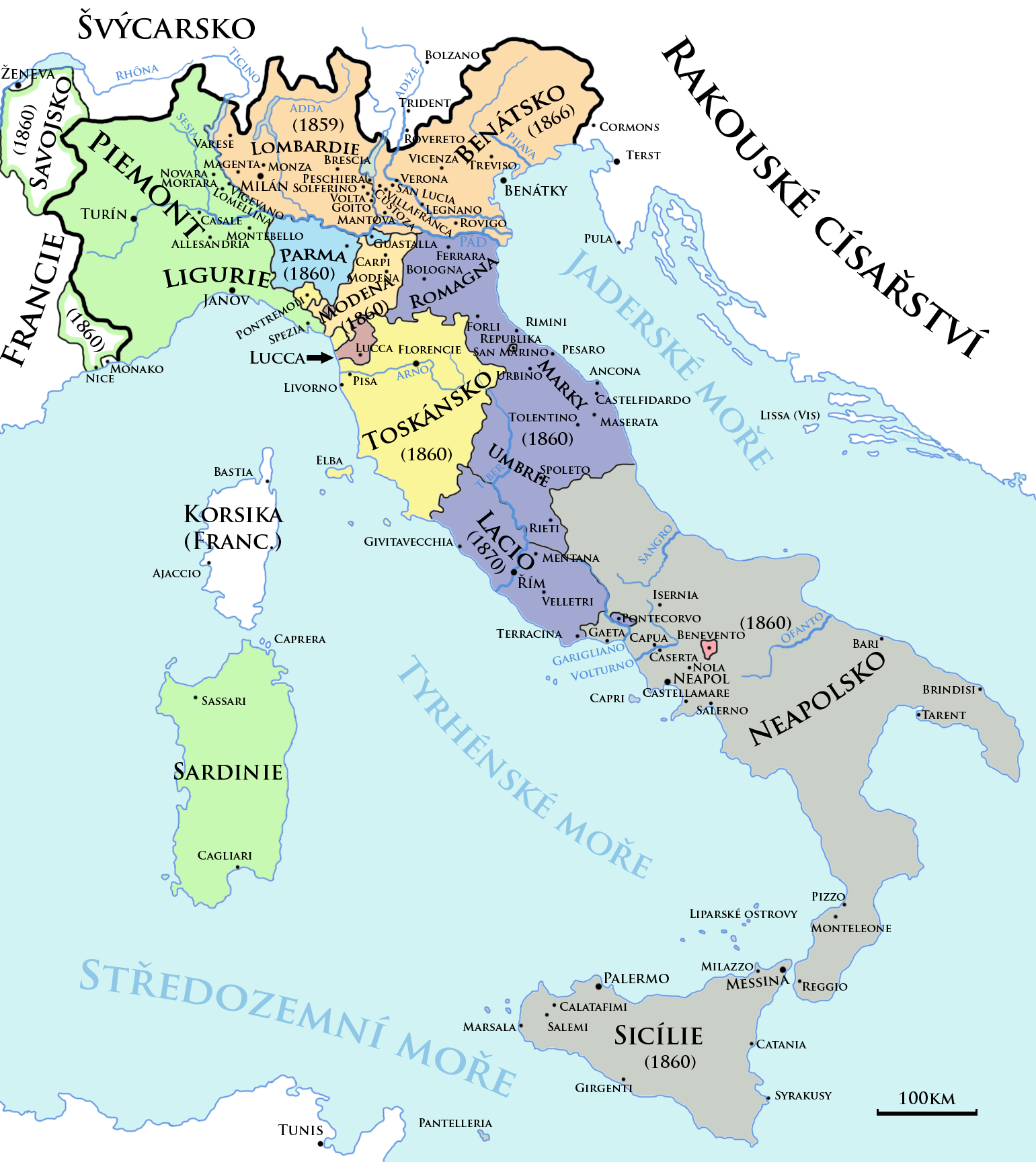
státy na Apeninském poloostrově v roce 1816 (Obojí Sicílie šedou barvou)

znak Království obojí Sicílie

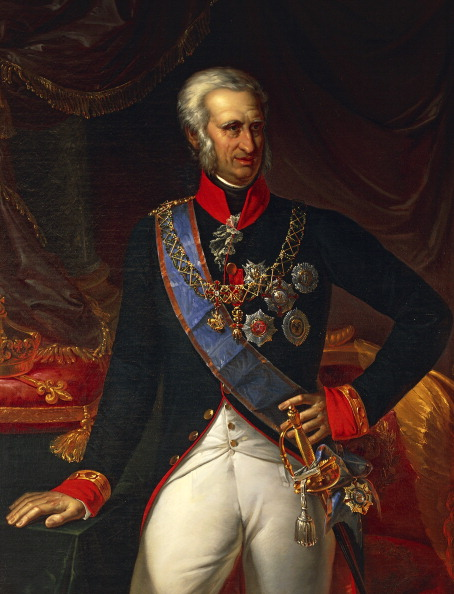
Ferdinand I. Neapolsko-Sicilský

Dynastie Bourbon-Obojí Sicílie je jedna z vedlejších italských větví rodu španělských králů Bourbon-Anjou.
Prvním Bourbonem na sicilském a neapolském trůnu byl Filip V. Španělský, který v obou království formálně vládl mezi roky 1700 a 1713, kdy probíhala válka o španělské dědictví. Po sepsání Utrechtského míru bylo Neapolské království mezi roky 1713 a 1735 pod nadvládou rakouských Habsburků, zatímco Sicilské náleželo od 1713 do 1720 rodu Savojských, následně do 1735 také rakouským Habsburkům. Obě království přešly pod Bourbonskou dynastii znovu v roce 1735, kdy je získal Karel Bourbonský (dřívější parmský vévoda a pozdější španělský král). Ten v obou území vládl do roku 1759, kdy nastoupil na španělský trůn. Jihoitalská království předal svému třetímu synu Ferdinandu I. Neapolsko-Sicilskému, který založil dynastii Bourbon-Obojí Sicílie.
Ferdinand byl sicilským králem až do roku 1816 (jako Ferdinand III. Sicilský), neapolským (pod jménem Ferdinand IV. Neapolský) pak taktéž do roku 1816 s krátkou výjimkou roku 1799 a období napoleonských válek (1806–1815). V roce 1816 spojil obě království v jedno Království obojí Sicílie. Jeho potomci zde vládli až do roku 1861, kdy se území začlenilo do nově vznikajícího Italského království v procesu sjednocení Itálie.

## Rodokmen dynastie od Ferdinanda I. do roku 1861
Následující rodokmen dynastie Bourbon-Obojí Sicílie uvádí jen ty členy, kteří se narodili před zánikem království obojí Sicílie (1861). Králové Obojí Sicílie (resp. král sicilský a neapolský) jsou zvýrazněni tučným písmem.
Ferdinand I. Neapolsko-Sicilský (1751–1825), král neapolský a sicilský ∞ Marie Karolína Habsbursko-Lotrinská (1752–1814), dcera rakouské císařovny Marie Terezie (1717–1780)
1. Marie Tereza Neapolsko-Sicilská (1772–1807) ∞ císař František I. Rakouský (1768–1835)
2. Luisa Marie Amélie Tereza Neapolsko-Sicilská (1773–1802) ∞ velkovévoda Ferdinand III. Toskánský (1769–1824)
3. Karel Tito (1775–1778)
4. Marie Anna (1775–1780)
5. František I. Neapolsko-Sicilský (1777–1830), král obojí Sicílie
  1. Marie Karolína Neapolsko-Sicilská ∞ Karel Ferdinand Bourbonský (1778–1820), kníže z Berry a syn francouzského krále Karla X.
  2. Ferdinand František (1800–1801)
  3. Luisa Šarlota Neapolsko-Sicilská (1804–1844) ∞ František Cádizský (1794–1865), vévoda z Cádizu a syp španělského krále Karla IV.
  4. Marie Kristýna Neapolsko-Sicilská ∞ španělský král Ferdinand VII. (1784–1833)
  5. Ferdinand II. Neapolsko-Sicilský (1810–1859), král obojí Sicílie
    1. František II. Neapolsko-Sicilský (1836–1894), král obojí Sicílie ∞ Marie Bavorská (1841–1925), dcera bavorského vévody Maximiliána Josefa (1808–1888)
    2. Ludvík Neapolsko-Sicilský (1838–1886), hrabě z Trani ∞ Matylda Bavorská (1843–1925), dcera bavorského vévody Maximiliána Josefa (1808–1888)
    3. Albert (1839–1844), hrabě z Castro-Giovanni
    4. Alfons Neapolsko-Sicilský (1841–1934), hrabě z Caserta ∞ Marie Antonie Neapolsko-Sicilská (1851–1938), dcera hraběte z Trapani (1827–1892)
    5. Marie Annunziata Neapolsko-Sicilská (1843–1871) ∞ Karel Ludvík Rakousko-Uherský (1833–1896)
    6. Marie Imakuláta Neapolsko-Sicilská (1844–1899) ∞ Karel Salvátor Rakousko-Toskánský (1839–1892)
    7. Kajetán Maria (1846–1871), hrabě z Girgenti ∞ asturijská kněžna Izabela Španělská
    8. Josef Maria (1848–1851), hrabě z Lucera
    9. Marie Pia Neapolsko-Sicilská (1849–1882) ∞ vévoda Robert I. Parmský (1848–1907)
    10. Vincent Maria (1851–1854), hrabě z Melazzo
    11. Paskal Maria (1852–1904), hrabě z Bari
    12. Marie Luisa Neapolsko-Sicilská (1855–1874) ∞ Jindřich Bourbonsko-Parmský (1851–1905), syn parmského vévody Karla III. (1823–1854)
    13. Januárius (1857–1867), kníže z Caltagirone

  6. Karel Ferdinand, princ z Capuy (1811–1862)
  7. Leopold, hrabě syrakuzský (1813–1860)
  8. Marie Antonie Neapolsko-Sicilská (1814–1897) ∞ toskánský velkovévoda Leopold II. (1797–1870)
  9. Antonio, hrabě z Lecce (1816–1843)
  10. Marie Amélie Neapolsko-Sicilská (1818–1857) ∞ Sebastián Gabriel Španělský a Portugalský (1811–1875)
  11. Marie Karolína (1820–1861) ∞ Karel Ludvík Bourbonský, karlistický pretendent španělského trůnu
  12. Tereza Marie Neapolsko-Sicilská (1822–1889) ∞ brazilský císař Petr II. (1825–1891)
  13. Ludvík Karel Neapolsko-Sicilský, kníže z Aquilie (1824–1897) ∞ Januárie Marie Brazilská (1822–1901), dcera brazilského císaře Petra I. (1798–1834)
    1. Ludvík (1845–1909)
    2. Izabela (1846–1859)
    3. Filip (1847–1922)
    4. Emanuel (1851)

  14. František Neapolsko-Sicilský, hrabě z Trapani (1827–1892) ∞ Marie Izabela Toskánská (1834–1901), dcera toskánského velkovévody Leopolda II. (1797–1870)
    1. Marie Antonie Neapolsko-Sicilská (1851–1938) ∞ Alfons Neapolsko-Sicilský (1841–1934)
    2. Leopold (1853–1870)
    3. Tereza Pía (1855–1856)
    4. Karolina (1856–1941)
    5. Ferdinand (1857–1859)
    6. Anunciata (1858–1873)
6. Marie Amálie (1779–1783)
7. Marie Kristýna Neapolsko-Sicilská (1779–1849) ∞ král Karel Felix Sardinský (1765–1831)
8. Karel Gennaro (1780–1789)
9. Josef Karel (1781–1783)
10. Marie Amálie Neapolsko-Sicilská (1782–1866) ∞ král Ludvík Filip Francouzský (1773–1850)
11. Marie Kristýna (*/† 1783)
12. Marie Antonie Neapolsko-Sicilská (1784–1806) ∞ král Ferdinand VII. Španělský (1784–1833)
13. Marie Klotilda (1786–1792)
14. Marie Jindřiška (1787–1792)
15. Karel Gennaro (1788–1789)
16. Leopold Salernský (1790–1851), kníže salernský ∞ Marie Klementina Habsbursko-Lotrinská (1798), dcera císaře Františka I.
  1. Marie Karolína Salernská ∞ Jindřich Francouzský, vévoda z Aumale (1822–1897)
  2. Ludvík (*/† 1824)
17. Albert Mário (1792–1798)
18. Marie Izabela (1793–1801)